# Asian Glow
Shin Gyeongwon (hangul: 신경원; Seúl, Corea del Sur, 14 de junio de 2001), más conocido por su nombre artístico Asian Glow (hangul: 아시안 글로우), es un músico surcoreano de rock slacker. Ha publicado tres álbumes: Nosferadoof (2020), Cull Ficle (2021) y Stalled Flutes, Means (2022).

## Biografía
Antes del proyecto en solitario, Shin Gyeongwon fue miembro de la banda FØG, y también hizo música en varios proyectos. En 2020, lanzó el primer álbum Nosferadoof bajo el nombre artístico de Asian Glow, y más tarde ganó atención en medio de la tendencia de la nueva música emo formada por un fandom maníaco en YouTube y Reddit.
En 2021, lanzó su segundo álbum, Cull Pickle. Lanzó un nuevo álbum de colaboración Downfall Of The Neon Youth con los músicos Parannoul y Sonhos Tomam Conta.
En 2022 colaboró con la músico sueca Weatherday y publicaron el EP Weatherglow. En junio publicó su tercer álbum, Stalled Flutes, Means. Se unió a la tripulación Digital Dawn, que incluye a Parannoul, Brokenteeth, Wapddi, Della Zyr y Fin Fior. Dieron un concierto en septiembre de 2022. El 22 de septiembre, lanzó Paraglow con Parannoul, y recibió críticas de Ian Cohen de Pitchfork como "se siente como una verdadera colaboración".
El 1 de enero de 2023, lanzó su nuevo single Dorothee Thines

## Discografía

### Álbumes de estudio
- Nosferadoof (2020)
- Cull Ficle (2021)
- Stalled Flutes, Means (2022)